# Benelli BN 302
La Benelli BN 302, chiamata e venduta in alcuni mercati d'esportazione come TNT 300, è una motocicletta prodotto a partire dal 2015 dalla casa motociclistica italiana Benelli.

## Descrizione
Presentata ad EICMA nel novembre 2013 insieme alla Benelli BN 600 GT, la BN 302 è una naked di medio-piccola cilindrata.
La moto monta un motore bicilindrico a quattro tempi dalla cilindrata di 300 cm³ con raffreddamento a liquido e lubrificazione a carter umido, derivato dal quattro cilindri in linea che equipaggia la più grande Benelli BN 600.
Il motore è dotato di un sistema ad iniezione elettronica indiretta e di un catalizzatore, venendo omologato Euro 4. Sviluppa 38,1 CV (28 kW) a 10000 giri/min e una coppia di 27,4 Nm a 9000 giri. La trasmissione adotta una frizione a bagno d’olio, coadiuvata da un cambio a 6 velocità avente trasmissione finale a catena. Le distribuzione è affidata a quattro valvole in testa per cilindro, per un totale di 8, comandate da due alberi a camme.
La moto viene costruito attorno ad un telaio in traliccio di tubi d'acciaio. All'anteriore ha una forcella con cerchi in lega da 17 pollici che calza uno pneumatico 120/70. Al posteriore è presente un forcellone con mono ammortizzatore laterale regolabile e uno pneumatico 160/60 con cerchio da 17 pollici. L'impianto frenante è costituito da doppio disco flottante avente all'anteriore diametro di 260 mm, mentre al posteriore è presente in disco singolo da 240 mm con pinza flottante mono pistoncino.